# 馬雷蒙
馬雷蒙（1951年—1993年12月9日），台灣舞蹈老師，臺灣電視公司歌唱節目《群星會》的歌星，R2舞群創辦人，曾經是《鑽石舞台》、《綜藝一百》的舞群，人稱「馬爺」，董成瑩是他的徒弟。

## 生平
1980年，馬雷蒙和歌星陳君君結婚，陳君君是歌星施心慧介紹給馬雷蒙認識的。2008年5月，施心慧回憶：「以前馬雷蒙又高又帥，好多女生喜歡他。那時候他同時交好幾位女友，每次撞期或差點出包，都找我出手相救。好幾次他跟女生約喝咖啡，喝到一半，另一位女友也趕來，我只好趕去幫他把女友分批帶離現場。因為我跟馬雷蒙太熟太好，就像家人一樣，所以跟他是不會有緋聞的。」
1992年12月23日深夜，經過百是傳播多日遊說，馬雷蒙與董成瑩決定首度合作承攬中國電視公司綜藝節目《娛樂星聞 小燕有約》的舞群。
1993年6月17日中午，中視綜藝節目《快樂星期天》在中視南港攝影棚第七攝影棚錄影前排練舞蹈時，負責排舞的馬雷蒙與該節目執行製作解王泉發生肢體衝突，解王泉隨即前往臺北市立忠孝醫院驗傷，驗傷結果為臉部兩處淤血、嘴脣內部破裂、胸腔一處淤血；同日晚間，解王泉表示，由於馬雷蒙既無悔意也無道歉，他將控告馬雷蒙；馬雷蒙否認動手打人與以腳踢人。中視瞭解此案始末之後，決定禁止馬雷蒙進攝影棚半年。
1993年12月9日，馬雷蒙因胰臟炎逝世，享年42歲。馬雷蒙的女兒馬靚辳是中視《超級星光大道 (第六屆)》20強選手之一，馬雷蒙逝世時她僅4歲。2013年6月19日，馬靚辳說，她對馬雷蒙印象不深，「只記得他總把我抱得很緊」。
2008年5月24日，曾加入R2舞群的藝人林美秀說，她從國光劇藝實驗學校畢業後加入R2舞群，在中華電視公司綜藝節目《雙星報喜》跳開場舞蹈；當時上節目的通告費是一場新臺幣1350元，但馬雷蒙給她們一場約新臺幣2000元的酬勞，「馬爺相當阿沙力，但他只疼男舞者；我還因為賭氣，把合照中馬爺的頭給剪下來」。